# Макеев, Виктор Иванович
Виктор Иванович Макеев (18 апреля 1924, Ивлево, Городской округ Подольск — 15 октября 2024) — советский и российский художник-живописец и график. Почётный член РАХ (2014). Член Союза художников СССР и Московского союза художников (1965). Народный художник Российской Федерации (2001). Участник Великой Отечественной войны.

## Биография
Родился 18 апреля 1924 года в деревне Ивлево, Московской области.
С 1941 года после окончания с отличием Московской городской художественной студии, работал токарем на военном заводе. С 1942 года призван в ряды РККА, участник Великой Отечественной войны, воевал на Калининском фронте — лейтенант, командир миномётного взвода 88-го стрелкового полка, 28-й стрелковой дивизии 3-й ударной армии. В  1943 году принимал активное участие в Невельской наступательной операции, в ходе боёв был тяжело ранен в бою в ногу, после чего ему были ампутированы второй и третий пальцы левой стопы. После длительного лечения в военных госпиталях В. И. Макеев был уволен из Красной армии по состоянию здоровья.  За участие в войне был награждён орденами Отечественной войны I и II степеней.
С 1950 по 1956 годы обучался в  Московском государственном художественном институте имени В. И. Сурикова.
Основные работы художника: в области книжной иллюстрации — «Дом Павлова» Льва Савельева, «Ранние рассказы» Максима Горького, «Рассказы о русском подвиге» Сергея Алексеева, в качестве графика и живописца — серии «Апокалипсис», «Таинство», «Элегия», «Драма» и «Воспоминание». В. И. Макеев являлся постоянным участником московских, всероссийских и зарубежных выставок. В 2004 году на выставке «Золотая кисть» был удостоен Гран-при.
Наиболее значимые произведения В. И. Макеева находятся российских музеях и галереях, в частности — в Государственной Третьяковской галерее, а так же в частных коллекциях таких стран как — Германия, США, Франция, Япония и Великобритания.
С 1965 года В. И. Макеев являлся членом Союза художников СССР и Московского союза художников.
В 1976 году Указом Президиума Верховного Совета РСФСР В. И. Макееву было присвоено почётное звание Заслуженный деятель искусств РСФСР, в 2001 году — Народный художник Российской Федерации.
В 2014 году В. И. Макеев был избран почётным членом Российской академии художеств.
Скончался 15 октября 2024 года.

## Награды
- Орден Отечественной войны I степени (06.04.1985[3])
- Орден Отечественной войны II степени (30.05.1951[4])
- Медаль «За победу над Германией в Великой Отечественной войне 1941-1945 гг.»

### Звания
- Народный художник Российской Федерации (2001[7])
- Заслуженный деятель искусств РСФСР (1976[6])

### Другие награды
Основной источник:
- серебряная и золотая медаль РАХ (2005, 2010)
- серебряная медаль имени М. Б. Грекова (2006)
- Премия города Москвы в области изобразительного искусства (2011)